# 箕谷駅
箕谷駅（みのたにえき）は、兵庫県神戸市北区山田町下谷上字箕谷にある、神戸電鉄有馬線の駅。駅番号はKB09。標高244 m。町から見て、高台、山の中腹にある。

## 歴史
- 1928年（昭和3年）11月28日：神戸有馬電気鉄道（現在の神戸電鉄）の湊川 - 電鉄有馬（現在の有馬温泉）間開通と同時に開業[1]。
- 1947年（昭和22年）1月9日：三木電気鉄道との合併により、神有三木電気鉄道（現在の神戸電鉄）の駅となる。

## 駅構造

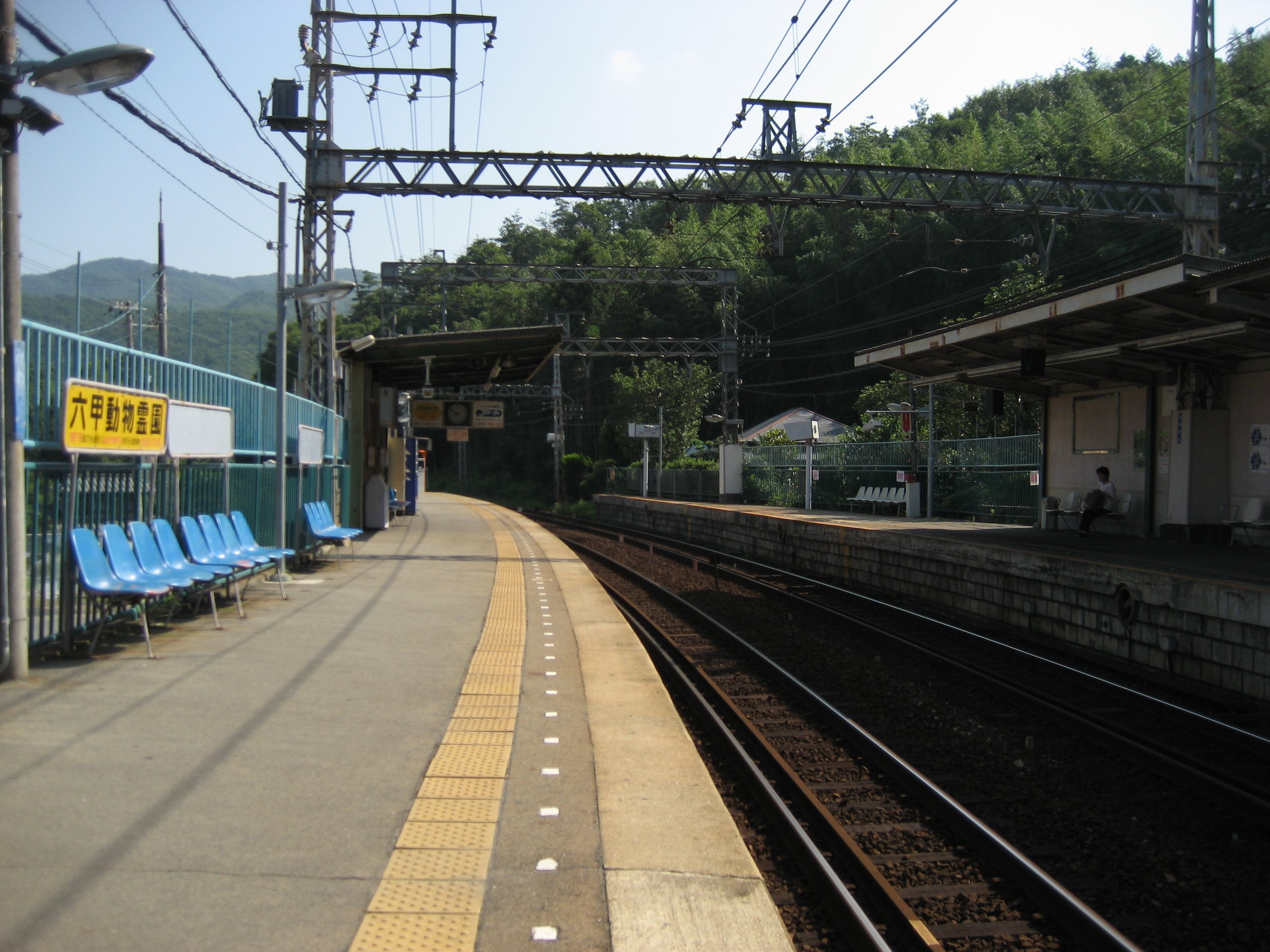
ホーム

相対式2面2線のホームを持つ地平駅。駅舎（改札口）は木造で下りホーム側新開地寄りにあり、上りホームへは構内踏切で連絡している。
駅員巡回駅である。駅業務は、沿線光ネットワークに接続された駅務遠隔システムによっていて、センター駅から自動券売機、自動改札機、自動精算機、TVカメラ、インターホン、シャッターが遠隔操作される。構内売店も設けられていないが、駅前の商店(みつや)で割引乗車券等の委託販売を実施している。

### のりば
| ホーム | 路線   | 方向 | 行先               |
| ------ | ------ | ---- | ------------------ |
| 駅舎側 | 有馬線 | 下り | 有馬温泉・三田方面 |
| 反対側 | 有馬線 | 上り | 新開地方面         |

※のりば番号は設定されていない。

## ダイヤ
上下とも、毎時4本が発車する。下り方向は終点までの各駅に停車する。

## 利用状況
近年の1日平均乗車人員は下表のとおりである。
| 年度               | 1日平均 乗車人員 |
| ------------------ | ---------------- |
| 2007年（平成19年） | 1,445            |
| 2008年（平成20年） | 1,438            |
| 2009年（平成21年） | 1,362            |
| 2010年（平成22年） | 1,389            |
| 2011年（平成23年） | 1,350            |
| 2012年（平成24年） | 1,362            |
| 2013年（平成25年） | 1,347            |
| 2014年（平成26年） | 1,293            |
| 2015年（平成27年） | 1,284            |
| 2016年（平成28年） | 1,266            |
| 2017年（平成29年） | 1,227            |
| 2018年（平成30年） | 1,175            |
| 2019年（令和元年） | 1,085            |
| 2020年（令和02年） | 942              |
| 2021年（令和03年） | 1,011            |
| 2022年（令和04年） | 1,068            |

## 駅周辺
駅前は狭いが、駅から下ったところにバスターミナルがある。
- タクシー乗り場[4]
- 国道428号（有馬街道）
- 神戸山田郵便局
- 箕谷駐車場（パーク・アンド・ライド）
  - 神戸電鉄・神戸市営地下鉄利用ではなく、専ら阪神高速32号新神戸トンネルを利用した神戸市バス･急行64系統バスへの乗り継ぎを想定したものである。
- 下谷上農村歌舞伎舞台（天彦根神社前）[1]

## バス路線
| 停留所名                       | 運行事業者 | 路線名・系統・行先                                                                                |
| ------------------------------ | ---------- | ------------------------------------------------------------------------------------------------- |
| 箕谷駅前                       | 神戸市バス | - 062系統：神戸北町 / 谷上駅 - 急行64系統：神戸北町 / 三宮バスターミナル - 111系統：衡原 / 谷上駅 |
| 松が枝町 （箕谷駅より徒歩5分） | 神戸市バス | - 062系統：神戸北町 - 急行64系統：神戸北町 / 三宮バスターミナル                                   |
| 松が枝町 （箕谷駅より徒歩5分） | 阪急バス   | - 158系統：谷上駅 / 神戸駅前 - 151系統：神戸駅前                                                  |
| 松が枝町 （箕谷駅より徒歩5分） | 神姫バス   | 014系統：三田駅 / 神戸駅南口                                                                      |

## 隣の駅
神戸電鉄
■有馬線
■特快速・■急行
通過
■準急・■普通
山の街駅 (KB08) - 箕谷駅 (KB09) - 谷上駅 (KB10)